# 木村拓哉のWhat's UP SMAP!
『木村拓哉のWhat's UP SMAP!』（きむらたくやのワッツアップスマップ）は、TOKYO FMをキーステーションにJFN系全国38局ネットで放送されていたラジオ番組で、木村拓哉の冠番組である。1995年1月放送開始。1997年3月に一旦終了したが、同年10月再開。2016年にSMAPが解散し、当番組は唯一「SMAP」の名前を継続したまま続いていたが、2018年7月27日の放送をもって終了した。番組の愛称は「ワッツ」。

## 概要
番組の正式名称は『木村拓哉のWhat's UP SMAP!』で、感嘆符が付く。番組開始当初は『木村拓哉のWhat's UP SMAP?』と疑問符付だったが、「なんとなく」変えたらしい。
テレビ番組では語る事のないプライベートトークや、裏話なども多く話されるので、SMAPのメンバーの話や収録裏話などを知ることが出来る番組。
以下に箇条書きで一例を表記する
- 一度、「らいおんハート」の木村ソロバージョン（1人ずつレコーディングした際の音源）を自己判断で流したため、後でスタッフに怒られたらしい。
- 下ネタも多く、TFM上層部からもよく怒られている。
- 木村が、かつての彼女との同棲生活をはじめ、別れた際の心情を最初に発表した番組。
- 工藤静香との結婚時、子供が誕生した時も最初に気持ちを発表した。
- 2009年5月1日の放送では、メンバーの草彅剛の不祥事について謝罪した。
- 自身の生い立ちや家族に付いて語ることもあり、話の流れによっては森且行の名前も出てくる。

上記のように テレビなどでは決して語らない・（放送時間や製作方針などで）語れない真情を吐露することも少なくないため、週刊誌記者・芸能関係者等の「業界聴取率」の高い番組のひとつといわれる。

### 番組内容
リスナーからのFAXやはがき、メールによるジャニーズに関する事や、出演番組に関する質問等に答える内容が中心。
これにより、嵐が自分の命名であるガセが出回っていたことを知ってしまったり、ドラマ内の表記が間違っているというダメ出しを喰らったりと、なかなか衝撃的な展開を見せることもある。リスナーから『エンジン』の視聴率が芳しくないこと（それでもほぼ毎回20％を超えていたが）を指摘されたと同時に「木村ドラマはジブリ作品が『の』が入っていないといけない（当時ハウルの動く城の声優であったことにもかけている）のと同じで『ラ行』の音が入っていると大ヒットする」という法則を教えられている（『眠れる森』、『ロングバケーション』、『ラブジェネレーション』、『GOOD LUCK!!』、『ビューティフルライフ』、『HERO』、『華麗なる一族』など）。ただしこの法則は、『若者のすべて』、『協奏曲』、『エンジン』など当てはまらないものもある。
木村の『ONE PIECE』好きが最も発揮される場でもあり、その話題のみの回もある。出版元である集英社に直接乗り込んだ回さえあった。また、公式サイトのデザインが海賊仕様であったり、リスナーのことを「乗組員」と呼ぶのもその影響と思われる。
また、前述の通り毎回のように下ネタが十分に発揮されている。
番組内での挨拶は、「こんばんBANG!」や「こんばんWHAT'S」など、SMAPや番組を意識しての投稿が多く、番組内＆公式サイトでの呼び方は、「木村拓哉」ではなく、「拓哉キャプテン」や「キャプテン」と称されることが多い。
なお、放送作家は番組開始から一貫して鈴木おさむであり、稀に出演する場合もある。
2011年3月25日の放送ではSMAP全員が出演し、東日本大震災被災者へのメッセージを送った。
番組内でかける音楽は、洋楽2曲、SMAPソング1曲構成である事が多い。放送内容により、全てSMAPソングであったり、出演ドラマ主題歌等が流されることもある。
「バレンタインデーに聴きたいSMAPの恋愛ソングランキング」や「木村拓哉が演じた役ランキング」など、色々なランキングを木村が当てていくコーナーもある。

### 番組変遷
2006年1月20日の放送終了直前（23:30直前）にURLが公開され、公式サイトがオープンした。2011年7月より、公式サイトは番組内容をブログで紹介する内容に変更された。
放送が開始されてしばらくの期間は木村のほか、TOKYO FMアナウンサー（当時）木村達彦（きむらたつひこ）も出演していたことがある。木村がキムタクと呼ばれるのに対して、木村達彦は「きむたつ」と呼ばれていた。ちなみに達彦は現在引退しているが、当時、SMAPとも紅白などで親交が深い和田アキ子がDJを務める『DJアッコのパニックスタジオ』も担当していた。
2007年4月～2010年9月、番組の前後を『SCHOOL OF LOCK!』に挟まれており、その『SCHOOL OF LOCK!』のパーソナリティーのやましげ校長は、この番組を「キムタクLOCKS!」と称した（いつの間にか木村がSOLの教師になっていた）。
2009年5月22日放送分は、太田光が番組冒頭ではディレクター役（「クリリン」こと栗原広志ディレクターが本来の役割の為、チーフディレクターを名乗る）、後半ではディレクターとしての番組ジャックを太田自ら出演して謝罪、この模様は2009年5月30日放送のTBSテレビ『キズナ食堂』で放送された。
2011年7月1日の放送をもって、放送開始からの番組名物ディレクター栗原広志が営業部に異動のため、番組を卒業した。なお、この日の放送では構成の鈴木おさむも加わり番組の歴史を振り返った。
2016年のSMAP解散後も本番組は継続さることとなった。なお、他のメンバーは解散後、「SMAP」の文字を外し、番組名を変えて放送する事に対して、同年12月16日放送分にて、木村は過去に番組内で、タイトルを「変えなくてもいいんじゃないかな」と発言したが、名前の変更に「言ったわ、言ったけど、どうしようかな。どうするべきなのかなと……。割りと考えました」と、正直悩んだことも告白し、それでも「背中を押してくださっているというか、TOKYO FMさんをはじめ、このラジオを聴いてくださっているリスナーの方たちからも『このままでいいんじゃない』という声が多かったてことが事実としてあって、背中を押してもらった気持ちになって、自分自身の中でも『いいんじゃない変えなくて』と思ったんです」と語った。さらに、名前から「SMAP」を外さなかった理由については、リスナーの恋愛話などに木村が赤裸々に答えてきていることから、番組当初から聴いているリスナーは「知っていると思うけど」とした上で「What'sのSMAPの中には、Sad（サド）、Maso（マゾ）、Assemble Pepoleっていう意味も含まれているんですね」と説明。「だから、ちょっとね、変態なんですよ、このラジオは。スタート当初から」といい、「1月以降も変わらず、よろしくです」とリスナーに呼びかけた。

## 番組の終焉
2018年7月20日、木村が「ここで発表があります、お伝えします」と切り出し、

1995年1月に今やってますこの『木村拓哉のWhat's up SMAP！』という船に乗らせていただいて、出港させていただいて、キャプテンを務めさせていただきましたが、スタッフのみなさんといろいろとお話をし合って『そろそろ、この船降りて、次の船に乗ってもいいんじゃないの』という話になり、22年以上乗ってきたこの船を1回降りて、次の船に乗ろうと決意しました。

と明かし、番組の終了を発表し、一時の休止期間を含め、約24年の歴史に幕を閉じることになった。続けて木村は、

7月27日の放送をもって降ります、そして次の週、8月から日曜の午前中に船を出港させたいと思っています。航海を終わらせるわけではなくて、これから次の旅に出るための船に乗ろうじゃないかと決めました。8月から毎週日曜お昼11時半から25分間、全国38局ネットで船を走らせたいと思います。

と発表し、タイトルに込めた思いに関しては「スタンス的にちょっと力みもすべて捨てて、直訳すると漂うみたいな感じなんですけど、すごく自然体に自分のアンテナにひっかかったものだったりとか興味あるものだったりとか…」と語り、曜日と時間帯を変え、新たに同局で「FLOW」のパーソナリティーに就くことが、木村本人から発表された。新番組の内容についても触れ、

もちろん自分がキャプテンとしてやらしてはもらうんですけど、オレだけじゃなくて、たまにはゲストをお迎えして、一緒に時間を過ごしてもいいかなと。そういうゲストも、たまにはリスナーを呼んじゃってもいいんじゃないのって言う話をスタッフとしていて、いろんなことをたくらんでいます。次からは『FLOW』のクルーになっていただけたらと思います。これからもよろしくお願いします。

と呼びかけた。
これにより、2016年の解散後、すでに木村を除く、他の元SMAPメンバーの各ラジオ番組名にSMAPの名前は消えていたが、唯一、木村の当番組のみ「SMAP」を使った番組名が存在していた。当番組終了と共に、「SMAP」という番組名は完全に消滅することとなった。
翌週の7月27日放送分の最終回では、木村が番組冒頭、

1995年1月からずっとずっと続けてきたわけですが、今夜が最後です。ウソでしょって思った人もいるかもしれないですが、ラストです。湿っぽいのは似合わないので、大切なみんなと一緒にいつも通りな感じでクルージングさせていただきたいと思います。

と通常運転を宣言。普段と変わらない内容でリスナーから寄せられた質問にいつも通りに答え、番組を進行していった。番組終盤、木村は95年にラジオがスタートした時のメディアの様子を、

すごい周りがキラキラしていた。出演者にしてもそうだし、テレビを作る現場がリードしていたから。今みたいにSNSとか、みんなが発信できない状態で、テレビが作るものをかじりついてくれていた状態だった。すごい勢いとキラキラ感とクタクタ感が半端なかったです。

と回顧した。「本当に今まで、たくさんのメッセージありがとうございました。これからもよろしくお願いします」と呼びかけ、『夜空ノムコウ』をオンエア。曲が流れる中、木村は、

次からは日曜日のお昼、11時半、きっとお話する内容とか気をつけないと、TOKYO FMさんにすげー怒られる感じになると思います。どういう企画になっていくのか、正直不安もありますけど、ワクワクの方が大きい。

と話し、

ちょっとしんどいなと思う時には励ましてくれたりしましたし、このラジオというツールを通じて、本当にリスナーと一緒に『What's up SMAP！』という船に乗っているつもりでいました。改めてありがとうございました。この『What's up SMAP！』という船にずっとオレを乗せてくれて、走りきってくれて、ありがとう、お疲れ様。

と呼びかけ、同曲とともに番組も終了した。

## スポンサーについて
- ニコン（2007年4月 - 不明）
- セコム（2010年5月 - 不明）
- セブンネット（2013年1月 - 2016年3月）

開始当初はクラリオン(冠名に「ADDZEST PURE SOUND STUDIO」が付く、時期詳細不明)、1996年4月～1996年9月は日本生命、1996年10月～1997年3月はアサヒスーパードライ、1999年4月～2001年9月はウィダーinゼリーの一社提供だった（木村が当時、ウィダーinゼリーのCMに出演していたタイミングによる。但し、ネット局のタイムテーブルには森永製菓の表記だった）。
2001年10月～2002年3月まで、ダイハツが一社提供したが、「JA全農 COUNTDOWN JAPAN」の一社スポンサーになったのに伴い本番組降板。同年4月～2007年3月の間はノンスポンサーとなる。
そして2007年4月にニコンとビクターエンタテインメントが参入。その後明治製菓もスポンサー参入するも、数ヶ月で降板。明治製菓スポンサー期間はビクターエンタテインメントの提供クレジットはされず、一時降板のという形を採っていた。
木村のカップヌードルCM出演が縁で、2008年5月から新たに日清食品が参入。それと同時にビクターエンタテインメントは降板し、二社提供となった。
その後、2010年3月末で木村のカップヌードルCM降板に伴い、日清食品は本番組スポンサーからも降板。2002年3月以来、8年振りに一社提供となる。1ヶ月の一社提供の時期を挟み、2010年5月から新たにセコムがスポンサーに参入した。
なお、2013年2月18日午後に発生した栃木県内の強震及び一連の余震（東北太平洋沖地震による誘発地震）の影響で営業に支障をきたした系列店舗も複数あったこと等から同じ週の金曜日である22日放送分はCMもカット、ヒッチハイクCMもJFNC制作の啓発CMに差し替えられた。
2016年4月から番組終了までは提供なしとなった。

## 放送日時の変化
当番組は番組終了時でこそ固定時刻だが、開始当初からしばらくは非常に流動的であった。
開始当初は土曜21:00-21:55に放送されていたが、当時はネット局は少なかった。
その後金曜17:30-18:00にいったん枠移動（東京地区。局により日時が異なる）したのち、1996年4月に火曜23:25-23:55（それゆけ!ナイトバスターズ枠）へ移る。それと同時にJFN全局フルネットとなる。
1996年10月より半年は日曜13:30-13:55（LOVE STAION枠）へ移った後に日曜23:30-23:55へ。
1998年10月からは金曜22:00-22:30などとたびたび放送日時を移動してきた。
2001年10月から番組終了時（2018年7月）まで金曜23:00-23:30となった。